# Ilha Ymer
A ilha Ymer (em dinamarquês:  Ymer Ø) é uma ilha desabitada na costa oriental da Gronelândia. A sul fica a ilha da Sociedade de Geografia.
A ilha é montanhosa, sendo o ponto mais alto denominado Angelin Bjerg, com 1900 m de altitude. Com os seus 2437 km2, é a quinta maior da Gronelândia e está entre as 200 maiores do mundo.
A ilha Ymer faz parte do Parque Nacional do Nordeste da Gronelândia (que inclui toda a parte nordeste da Gronelândia).
O seu nome provém do gigante Imer, da mitologia escandinava, ancestral dos jotun.